# Mistrzostwa Świata w Saneczkarstwie 1991
Mistrzostwa Świata w Saneczkarstwie 1991 – 26. edycja mistrzostw świata w saneczkarstwie, rozegrana w 1991 roku w niemieckim Winterbergu. W tym mieście mistrzostwa odbyły się już drugi raz (wcześniej w 1989). Rozegrane zostały cztery konkurencje: jedynki kobiet, jedynki mężczyzn, dwójki mężczyzn oraz zawody drużynowe. W tabeli medalowej najlepsze były Niemcy, które po raz pierwszy wystartowały jaka jedna reprezentacja (po zjednoczeniu NRD i RFN).

## Wyniki

### Jedynki kobiet
| Medal  | Zawodniczka       | Państwo | Czas | Strata |
| ------ | ----------------- | ------- | ---- | ------ |
| złoto  | Susi Erdmann      | Niemcy  |      |        |
| srebro | Gabriele Kohlisch | Niemcy  |      |        |
| brąz   | Jana Bode         | Niemcy  |      |        |

### Jedynki mężczyzn
| Medal  | Zawodnik     | Państwo | Czas | Strata |
| ------ | ------------ | ------- | ---- | ------ |
| złoto  | Arnold Huber | Włochy  |      |        |
| srebro | Georg Hackl  | Niemcy  |      |        |
| brąz   | Markus Prock | Austria |      |        |

### Dwójki mężczyzn
| Medal  | Zawodnicy                     | Państwo | Czas | Strata |
| ------ | ----------------------------- | ------- | ---- | ------ |
| złoto  | Stefan Krauße, Jan Behrendt   | Niemcy  |      |        |
| srebro | Yves Mankel, Thomas Rudolph   | Niemcy  |      |        |
| brąz   | Hansjörg Raffl, Norbert Huber | Włochy  |      |        |

### Drużynowe
| Medal  | Zawodnicy | Państwo | Czas | Strata |
| ------ | --- | ------- | ---- | ------ |
| złoto  | Georg Hackl, Jens Müller, Susi Erdmann, Gabriele Kohlisch, Stefan Krauße, Jan Behrendt                       | Niemcy  |      |        |
| srebro | Robert Manzenreiter, Markus Prock, Doris Neuner, Angelika Tagwerker, Gerhard Gleirscher, Markus Schmidt      | Austria |      |        |
| brąz   | Arnold Huber, Gerhard Plankensteiner, Natalie Obkircher, Gerda Weissensteiner, Hansjörg Raffl, Norbert Huber | Włochy  |      |        |

## Klasyfikacja medalowa
| Miejsce | Państwo | złoto | srebro | brąz | Razem |
| ------- | ------- | ----- | ------ | ---- | ----- |
| 1.      | Niemcy  | 3     | 3      | 1    | 7     |
| 2.      | Włochy  | 1     | 0      | 2    | 3     |
| 3.      | Austria | 0     | 1      | 1    | 2     |